# جيرو ساتو
جيرو ساتو (باليابانية: 佐藤次郎) مواليد 5 يناير 1908 في غونما، إمبراطورية اليابان - الوفاة 5 أبريل 1934 في مضيق ملقا، كان لاعب كرة مضرب ياباني بدأ مسيرته كمحترف سنة 1929 وكان يلعب باليد اليمنى. أعلى تصنيف له في الفردي كان المركز الـ 3 في سنة 1933.

## الانتحار
رمي ساتو نفسه في البحر في مضيق ملقا يوم 5 أبريل 1934 على إثر الضغوط التي كان يتعرض لها، حيث كان في السادسة والعشرين من العمر.

## النهائيات

### الزوجي: 1 (الألقاب 0 – الوصافة 1 )
| النتيجة | السنة | الدورة   | الشريك        | المنافس في النهائي    | النتيجة            |
| الوصافة | 1933  | ويمبلدون | ريوسوكي نونوي | جان بورترا جاك برونون | 6–4, 3–6, 3–6, 5–7 |

### الزوجي المختلط: 1 (الألقاب 0 – الوصافة 1)
| النتيجة | السنة | الدورة             | الشريك           | المنافس في النهائي                 | النتيجة       |
| الوصافة | 1932  | البطولة الأسترالية | ميريل أوهارا وود | مارجوري كوكس كراوفورد جاك كراوفورد | 8–6, 6–8, 3–6 |

## روابط خارجية
- جيرو ساتو على موقع رابطة محترفي التنس (الإنجليزية)
- جيرو ساتو على موقع الاتحاد الدولي لكرة المضرب (الإنجليزية)
- جيرو ساتو على موقع كأس ديفيز (الإنجليزية)
- جيرو ساتو على موقع أرشيف التنس.كوم (الإنجليزية)
- جيرو ساتو على موقع بطولة ويمبلدون (الإنجليزية)
- جيرو ساتو على موقع خلاصة التنس.كوم (الإنجليزية)